# Gallotia

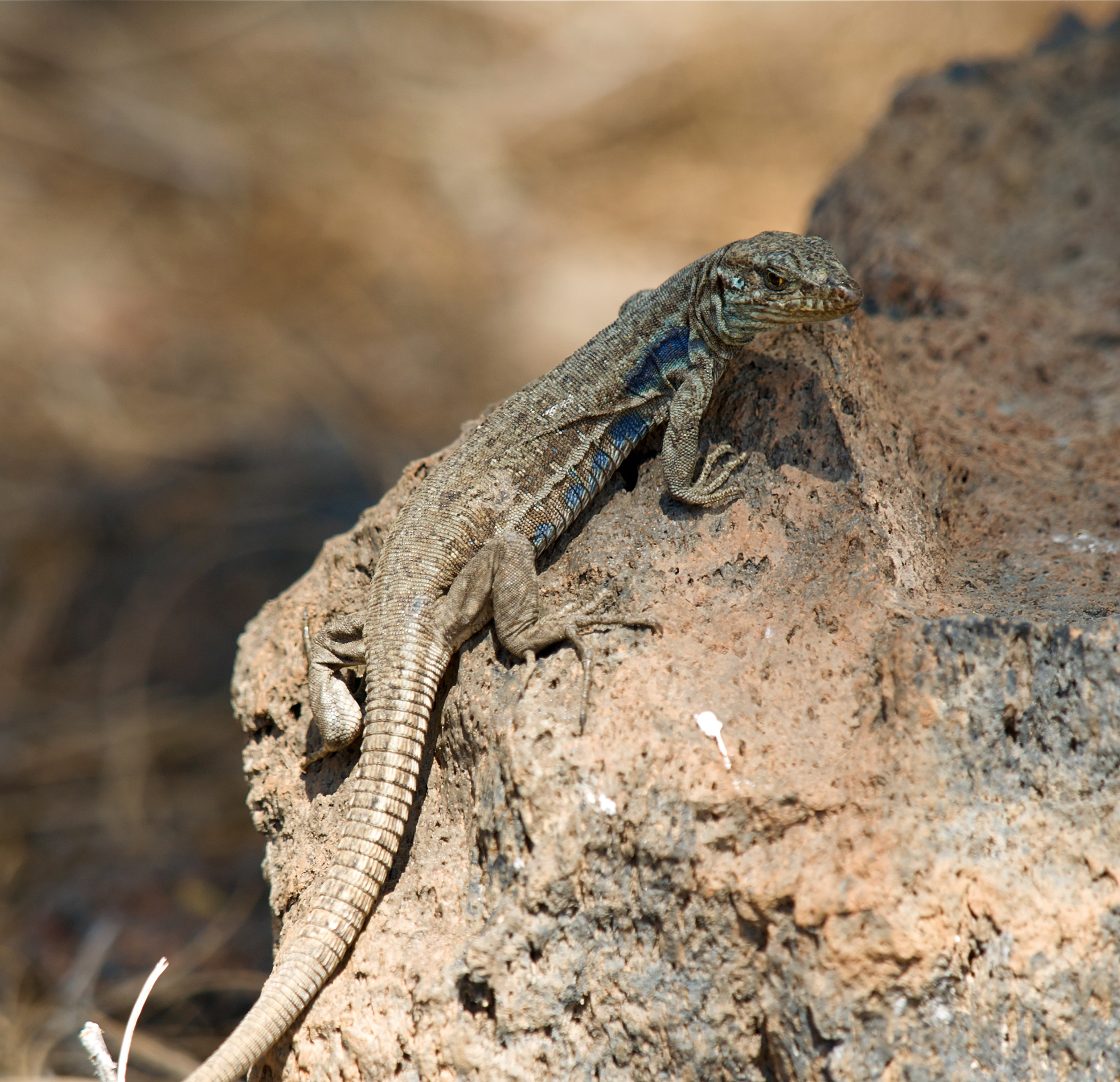
Fiatal hím kanári gyík (Gallotia galloti galloti) Tenerife szigetén (Las Cañadas)

A Gallotia a pikkelyes hüllők (Squamata) rendjében a nyakörvösgyíkfélék (Lacertidae) családjának egyik neme.

## Elterjedési területe
A nem valamennyi faja a Kanári-szigeteken honos: egyes fajok több szigeten is előfordulnak, mások egy-egy szigetre korlátozott élőhelyű endemizmusok.

## Megjelenésük, felépítésük
A szigeteken élő gyíkok némelyike az elszigetelt, védett ökológiai fülkékben meglepően nagyra nőtt meg.
A Gallotia-fajok méretük szerint három csoportba oszthatjuk:
- kis gyíkok:
  - kanári gyík (Gallotia galloti) — (Tenerife, La Palma,
  - atlanti gyík (Gallotia atlantica) (Gran Canaria, Fuerteventura, Lanzarote),
  - Gallotia caesaris (El-Hierro, La Gomera);
- közepes gyík:
  - tenerifei foltos gyík (Gallotia intermedia) — Tenerife;
- óriás gyíkok:
  - Gallotia goliath†,
  - Gallotia auaritae, (La Palma),
  - Gallotia bravoana, (La Gomera),
  - hierrói óriásgyík (Gallotia simonyi — El Hierro),
  - Gran Canaria-i óriásgyík (Gallotia stehlini - Gran Canaria).

Legnagyobbikuk, a Gallotia goliath hossza elérte a másfél métert (a fajt a szigetek őslakói, a guancsok kiirtották).

## Életmódjuk, élőhelyük
Valamennyi faj zömmel növényevő; mindegyik tojásokkal szaporodik. Jelenleg fő ellenségeik a kivadult macskák és a patkányok.